# Milosavci
Milosavci (cyr. Милосавци) – wieś w Bośni i Hercegowinie, w Republice Serbskiej, w gminie Laktaši. W 2013 roku liczyła 482 mieszkańców.